# Then (安-瑪莉歌曲)
之後 (英語：Then)是英國創作歌手安-瑪莉首張專輯《說出你的想法》的第四主打歌，於2017年12月15日由Major Tom's和庇護所唱片在全球數位發行。

## 歌曲創作
“之後”是一首D小調的歌曲，它被描述為一首中速歌曲，其中安-瑪莉“懷舊地喚起她不同的愛情故事，通過談論她的前女友，不知疲倦地重複'我愛你'”。這首歌與Vaults的歌曲“一個最後的夜晚”進行了比較，因為兩首歌曲均採用了弦樂作為演奏樂器。

## 曲目
數位下載
1. "之後" – 3:34

## 評價
Idolator的邁克·瓦斯稱這首歌是“散發強烈情感的歌曲”和“[安 - 瑪麗]年度最佳歌曲”。

## 榜單表現
| 榜單 (2017–18)             | 最高排名 |
| -------------------------- | -------- |
| 荷蘭 (Tipparade)           | 15       |
| 英國（官方榜单公司單曲榜） | 87       |